# Giovanni Canna
Giovanni Canna (Casale Monferrato, 20 dicembre 1832 – Casale Monferrato, 19 febbraio 1915) è stato un filologo classico, umanista e poeta italiano, nonché docente di lettere greche e latine.

## Biografia
Giovanni Canna nacque a Casale Monferrato il 20 dicembre 1832 da una famiglia di benestanti originari di Gabiano; il padre Carlo fu vicegiudice e poi giudice del Mandamento di Gabiano. Il giovane Giovanni fu spinto da sua madre, Angela Zucco, a dedicarsi ai classici e alla poesia.
Dopo gli studi liceali portati a termine a Casale nel 1849 iniziò a frequentare la facoltà di Lettere dell'Università degli Studi di Torino, che terminò con la laurea conseguita il 7 luglio 1853. In quello stesso anno fu inviato a insegnare Umanità e Retorica nel Collegio di Crescentino, passando poi, per l'anno scolastico 1856-57, a Torino, come ripetitore degli studenti di Lettere. Per l'anno scolastico successivo venne nominato professore di Storia e Geografia nel Collegio di Vigevano.
Nominato il 5 agosto 1860 professore titolare di letteratura greca e latina nel Regio Liceo di Casale, insegnò le due materie per 11 anni e successivamente per altri 5 letteratura italiana. Nel 1871 pubblicò presso Le Monnier la versione del Trattato del Sublime che lo rese noto nella cerchia tosco-guelfa (Raffaello Lambruschini, Niccolò Tommaseo, Cesare Guasti, Michele Ferrucci), ma soprattutto presso Theodor Mommsen, che si avvalse della sua competenza epigrafica e che fece recensire l'opera da Rudolf Schöll e da Friedrich Blass.
Dopo aver vinto il concorso nel 1876, fu nominato professore di Letteratura greca all'Università degli Studi di Pavia. Intanto aveva pubblicato una traduzione in endecasillabi sciolti del poema di Esiodo Le opere e i giorni. Tenne l'incarico universitario fino alla morte (gli venne straordinariamente concesso di continuare l'insegnamento oltre il 75º anno di età) avvenuta nella notte tra il 19 e il 20 febbraio 1915.
(Benedetto Croce, La letteratura della nuova Italia, vol.5)
La sua biblioteca, che contava più di 20.000 volumi, divisa tra Pavia, Casale e Gabiano fu raccolta nella biblioteca civica di Casale (a lui intitolata) e ne costituisce un patrimonio di notevolissimo valore.

## Pensiero politico
(Libro di onoranze a Niccolò Tommaseo, uno scritto di Giovanni Canna)
Canna perse l'uso di un occhio e la possibilità di svolgere il servizio militare per un incidente in età giovanile, ma fu "un uomo del Risorgimento" e uno dei pochi piemontesi convinti che il liberalismo cavouriano imponesse un impegno culturale e civile alla monarchia sabauda. Era inoltre favorevole ad una europeizzazione del Piemonte e poi dell'Italia unita; il suo pensiero fu ispirato da Alessandro Manzoni e Niccolò Tommaseo, con cui scambiò varie lettere.
Sostenne la causa risorgimentale con la scrittura e all'interno della scuola, cercando di trasmettere ai suoi allievi amore per la patria e un'avversione all'oppressione e alla tirannia.

## L'amore per la Grecia
Il culto per la Grecia - si dichiarava ‘un oscuro filelleno’ - , terra madre della poesia, dell'arte, della filosofia e delle libere istituzioni era cresciuto in lui sin dalla giovinezza: non solo l'Ellade che fu ‘maestra alle genti di umana dignità e libertà’ ma pure la Grecia moderna oppressa dalla potenza ottomana, di cui esaltava le aspirazioni alla libertà. Da qui i suoi studi su Aristotelis Valaoritis, il poeta patriota che con i suoi canti incitava la sua nazione alla liberazione, la traduzione in prosa del ‘Giuramento‘ di Geronimo Marcoras, che narra una storia d'amore sullo sfondo dell'insurrezione di Creta contro l'eterno nemico, ed il commento degli opuscoli greci di Giovan Battista Telfy.

## Il rapporto con il Cristianesimo e la condanna delle sue istituzioni
Canna fu un credente convinto: una religiosità che era prima di tutto austerità di vita - “Visse come un asceta, morì come un santo” fu scritto sulla sua lapide nel sepolcreto di famiglia nel cimitero di Casale -; aveva compiuto studi sulla Bibbia e sui salmi, di cui citava spesso massime. Considerava il cristianesimo la più santa delle tre cose immortali tramandate dall'antichità; la più bella, diceva, è la poesia greca, la più grande il diritto romano.
Tuttavia esercitò il proprio senso critico sugli istituti della Chiesa, come quando definì il potere temporale del papato (come Manzoni) moralmente e politicamente...infesto all'Italia. In uno dei suoi Fragmina scrisse: gli Italiani, liberatasi da quella pestifera istituzione, hanno conseguito l'unità politica. Espresse anche il suo sdegno contro tutti quei religiosi che commentarono negativamente un libro da lui venerato, Le mie prigioni di Silvio Pellico. Alcune lettere degli anni 1846/1847 documentano la precoce ammirazione di Canna quattordicenne per il patriota-scrittore.
(Missiva di Silvio Pellico a Canna, Torino 26 ottobre 1846)

## L'amicizia con Mommsen
Lo storico ed epigrafista Theodor Mommsen, un grande classicista dell'Ottocento, decise nel 1844 di conoscere l'Italia, con lo scopo di approfondire la sua passione per il mondo classico e di raccogliere le iscrizioni latine per il grande progetto del Corpus Inscriptionum Latinarum, pubblicato nel 1877. Giovanni Canna fu amico e collaboratore del Mommsen per la ricerca epigrafica effettuata a Casale e nel Monferrato. Lo studioso tedesco ne ebbe una così buona impressione tanto che più volte espresse il suo stupore ad universitari italiani per il poco successo avuto dal Canna in ambito accademico.
Tra le 600 epigrafi raccolte nel secondo tomo del quinto volume dedicato alle Inscriptiones Galliae Cisalpinae sono comprese anche quelle raccolte in Monferrato.
(T. Mommsen Lettera 15 luglio 1871, Berlino)
(T. Mommsen, C.I.L. V)

## Opere
- Le Opere e i giorni di Esiodo; saggio di studii, 1874, Loescher.
- Scritti letterari, C.Cassone, 1919.
- Giovanni Canna, a cura di Olimpio Musso, Torino, 1969.
- Fragmina, a cura di Giovanni Reggio, 1982.